# Nakamura (album)
Nakamura è il secondo album studio della cantante francese Aya Nakamura, pubblicato il 2 novembre 2018 dalla Rec. 118, Parlophone e Warner France.

## Tracce
1. La dot – 3:21 (Aya Nakamura, Timo)
2. Djadja – 2:51 (Aya Nakamura, Le Side)
3. Pompom – 3:10 (Aya Nakamura, Le Side, Ever Mihigo)
4. Copines – 2:51 (Aya Nakamura, Julio Masidi)
5. Pookie – 3:00 (Aya Nakamura, Le Side, Ever Mihigo)
6. Ça fait mal – 2:33 (Aya Nakamura, Julio Masidi)
7. Faya – 2:46 (Aya Nakamura, Noxius)
8. Gangster – 3:08 (Aya Nakamura, Starow)
9. Sucette (feat. Niska) – 2:47 (Aya Nakamura, Niska, Laconi)
10. Whine Up – 3:18 (Aya Nakamura, Starow)
11. Gang (feat. Davido) – 3:30 (Aya Nakamura, Davido, Double X)
12. Dans ma bulle – 2:37 (Aya Nakamura,)
13. Oula – 2:38 (Aya Nakamura, Le Side)

Tracce bonus nell'edizione deluxe
1. Soldat – 3:05 (Aya Nakamura, Haristone, Vladimir Boudnikoff)
2. Idiot – 2:46 (Aya Nakamura, Scridge)
3. 40% – 2:54 (Aya Nakamura, Scridge, Vladimir Boudnikoff)
4. Claqué – 2:36 (Aya Nakamura)
5. Sucette (feat. Niska) (Remix) – 4:17 (Aya Nakamura, Niska, Laconi)

## Formazione
Musicisti
- Aya Nakamura – voce
- Niska – voce aggiuntiva (traccia 9)
- Davido – voce aggiuntiva (traccia 13)
- Timo – programmazione e tastiera (traccia 1)
- Aloïs Zandry – programmazione e tastiera (tracce 2, 3, 5, 12 e 13)
- Some1ne – programmazione e tastiera (tracce 2, 3, 5 e 12)
- Machynist – programmazione e tastiera (tracce 2, 3 e 5)
- Ever Mihigo – programmazione e tastiera (tracce 3 e 5)
- Julio Masidi – programmazione e tastiera (tracce 4 e 6)
- Starow – programmazione e tastiera (tracce 8 e 10)
- Laconi – programmazione e tastiera (traccia 9)
- Machynist – programmazione e tastiera (traccia 13)

Produzione
- Aya Nakamura – produzione (traccia 1)
- Vladimir Boudnikoff – produzione (tracce 1-3, 5, 12 e 13), registrazione (tracce 9 e 12)
- Aloïs Zandry – produzione (traccia 1-3, 5, 12 e 13)
- Dave Wayne – registrazione (tracce 1-3 e 5)
- Vincent Audou – missaggio (tracce 1-5, 10 e 13)
- Julio Masidi – registrazione e produzione (tracce 4, 6 e 10)
- Igor Dubois – registrazione (tracce 5 e 13)
- Eric Najar – missaggio (tracce 6-9, 11 e 12)
- Ammar Chami – registrazione (tracce 7, 9 e 11)
- Noxious – produzione (traccia 7)
- Starow – produzione (tracce 8 e 10)
- Cyril Régnier – registrazione (traccia 8)
- Laconi – produzione (traccia 9)
- Khoi Huynh – registrazione (traccia 9)
- Double X – produzione (traccia 11)
- Eric Chevet – mastering

## Classifiche

### Classifiche settimanali
| Classifica (2018-20) | Posizione massima |
| -------------------- | ----------------- |
| Belgio (Fiandre)     | 29                |
| Belgio (Vallonia)    | 8                 |
| Francia              | 3                 |
| Italia               | 90                |
| Paesi Bassi          | 10                |
| Svizzera             | 20                |

### Classifiche di fine anno
| Classifica (2018) | Posizione |
| ----------------- | --------- |
| Belgio (Vallonia) | 67        |
| Francia           | 24        |
| Classifica (2019) | Posizione |
| Belgio (Fiandre)  | 64        |
| Belgio (Vallonia) | 14        |
| Francia           | 10        |
| Paesi Bassi       | 48        |
| Classifica (2020) | Posizione |
| Belgio (Fiandre)  | 90        |
| Belgio (Vallonia) | 21        |
| Francia           | 26        |
| Paesi Bassi       | 98        |
| Classifica (2021) | Posizione |
| Belgio (Vallonia) | 72        |
| Francia           | 91        |